# نوبوشيجي كاواتا
نوبوشيجي كاواتا (باليابانية: 川田 信茂) (مواليد 3 ديسمبر 1970)، هو لاعب كرة قدم سابق كان يلعب كمهاجم.

## وصلات خارجية
- نوبوشيجي كاواتا على موقع رابطة كرة القدم اليابانية للمحترفين (اليابانية)